# Columns II
Columns II: The Voyage Through Time è un videogioco arcade del 1990. Seguito di Columns, il gioco è incluso nella raccolta Sega Ages Columns Arcade Collection per Sega Saturn. Nel 2019 ne è stata realizzata una conversione per Nintendo Switch.